# 영동 영국사 원각국사비
영동 영국사 원각국사비(永同 寧國寺 圓覺國師碑)는 고려 중기의 승려 원각국사(圓覺國師) 덕소(德素, 1119∼1174)의 행적을 기록한 탑비이다. 충청북도 영동군 영국사에 있다. 1971년 7월 7일 대한민국의 보물 제534호로 지정되었다.

## 개요
영국사 경내에 있는 비로, 고려시대 중기의 승려 원각국사를 기리기 위해 세워진 것이다. 원각국사는 어려서 출가하여 선사·대선사가 되었던 명승으로, 명종 4년(1174)에 입적하자 왕은 그의 유해를 영국사에 안치하였다.
비의 형태는 거북 모양의 비받침인 귀부(龜趺) 위에 비몸을 세우고, 비머릿돌을 얹은 일반적인 모습이다. 귀부는 전형적인 고려시대 양식을 보인다. 용의 머리를 형상화한 거북 머리는 퇴화되었고, 거북등의 6각형 무늬와 비를 끼워두는 곳의 덩굴무늬는 생략되었다. 비몸은 아랫부분이 결실되어 있으며 훼손이 심하다. 비머릿돌에는 구름과 용이 형식적으로 새겨져 있고, 앞면 중앙에는 '원각국사비명(圓覺國師碑銘)'이라는 비의 명칭이 새겨져 있다.
전체적으로 둔중한 느낌을 주는데 이는 시대적 특징을 반영한 것이라고 할 수 있다. 비몸에 비하여 비받침이 커서 안정감을 주는 반면, 비머릿돌이 지나치게 커서 중압감을 주고 있다. 『대동금석서(大東金石書)』에 의하면 비문을 지은 이는 한문준이고, 건립연대는 고려 명종 10년(1180)이다.

## 같이 보기
- 원각국사
- 영동 영국사 승탑 - 보물 제532호

## 참고 자료
- 영동 영국사 원각국사비 - 국가유산청 국가유산포털
- 한국저작권위원회 공유마당에 있는 사진